# Simon Anholt
Simon Anholt és un assessor polític independent que ha treballat per ajudar a desenvolupar i implementar estratègies per millorar el compromís econòmic, polític i cultural amb altres països.
Aquestes estratègies es troben típicament en les àrees d'identitat i reputació nacionals, diplomàcia pública, política cultural i relacions culturals, integració regional, immigració i àrees relacionades de política social, sostenibilitat, política educativa, comerç, promoció d'exportacions, turisme, seguretat i defensa, estrangera. inversió directa, atracció de talent i grans esdeveniments internacionals.
És el fundador de l Índex dels bons països que mesura el que cada país de la terra contribueix al bé comú de la humanitat i el que es treu, en funció de la seva mida. Els Països Baixos van arribar al primer lloc de la tercera edició del Good Country Index el 2017.
Anholt ha estat anomenat "fundador", "campió" i "instigador" dels termes i el camp d'estudi i pràctica de la marca "National Brands" i "Place Brands".
És el fundador i editor dels estudis de recerca anuals globals: Anholt-GfK Roper Nation Brands Index, Anholt-GfK Roper City Brands Index i Anholt-GfK Roper State Brands Index, tres grans enquestes que utilitzen un panell de 30.000 persones en 25 països. supervisar les percepcions mundials de 50 països, 50 ciutats i els 52 estats de la Unió.
És l'autor del llibre Another One Bites The Grass, i de "Brand New Justice" sobre el paper de les empreses en el desenvolupament econòmic, publicat per primera vegada el 2003. Entre els seus llibres més recents s'inclouen el best seller Brand America, (Cyan Books 2004 i 2009); Identitat competitiva (Palgrave Macmillan 2007); i Llocs (Palgrave Macmillan 2010).